# Infiniti Pro Series 2003
Infiniti Pro Series 2003 vanns av Mark Taylor.

## Delsegrare
| Datum        | Bana              | Vinnare         |
| ------------ | ----------------- | --------------- |
| 2 mars       | Homestead         | Mark Taylor     |
| 22 mars      | Phoenix           | Mark Taylor     |
| 18 maj       | Indianapolis      | Ed Carpenter    |
| 14 juni      | Pikes Peak        | Aaron Fike      |
| 6 juli       | Kansas Speedway   | Mark Taylor     |
| 18 juli      | Nashville         | Mark Taylor     |
| 27 juli      | Michigan          | Mark Taylor     |
| 9 augusti    | Gateway           | Jeff Simmons    |
| 16 augusti   | Kentucky Speedway | Jeff Simmons    |
| 6 september  | Chicagoland       | Mark Taylor     |
| 20 september | Fontana           | Mark Taylor     |
| 11 oktober   | Fort Worth        | Thiago Medeiros |

## Slutställning
| Plats | Förare            | Poäng |
| ----- | ----------------- | ----- |
| 1     | Mark Taylor       | 482   |
| 2     | Jeff Simmons      | 407   |
| 3     | Ed Carpenter      | 377   |
| 4     | Thiago Medeiros   | 371   |
| 5     | Cory Witherill    | 336   |
| 6     | Aaron Fike        | 328   |
| 7     | Arie Luyendyk Jr. | 299   |
| 8     | Tom Wood          | 235   |
| 9     | Paul Dana         | 234   |
| 10    | Gary Peterson     | 217   |